# Felipe Ovono
Felipe Ovono Ovono Mbang (Mongomo de Guadalupe, 26 de julho de 1993) é um futebolista da Guiné Equatorial que atua como goleiro. Desde 2011, atua pelo Deportivo Mongomo, uma das principais equipes do país.

## Carreira na Seleção
Um dos poucos jogadores nativos da Guiné Equatorial que defendem a Seleção nacional, Ovono estreou na Nzalang Nacional em 2011, sendo convocado para a Copa das Nações Africanas de 2012, sediada por Guiné Equatorial e Gabão.
Atleta mais jovem da delegação guinéu-equatoriana - e terceiro mais novo da competição (é mais velho que o burquinês Bertrand Traoré, nascido em 1995 e o zambiano Evans Kangwa, de 1994), Ovono ficou na reserva do brasileiro naturalizado Danilo Clementino, não entrando em nenhum jogo da equipe na CAN 2012.